# Dritan Abazović

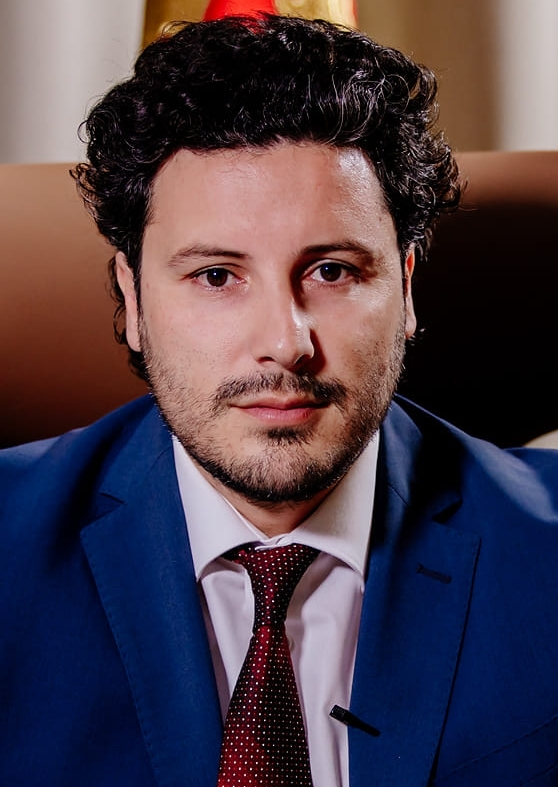
Dritan Abazović (2022)

Dritan Abazović (montenegrinisch-kyrillisch Дритан Абазовић, albanisch Dritan Abazoviq oder Dritan Abazi; * 25. Dezember 1985 in Ulcinj, SR Montenegro, SFR Jugoslawien) ist ein montenegrinischer Politiker (URA).
Von April 2022 bis Oktober 2023 war er Ministerpräsident der Republik Montenegro und damit der erste ethnisch-albanische und der erste muslimische Regierungschef in der Geschichte des Landes. Am 20. August 2022 verlor Abazović ein Misstrauensvotum gegen ihn im Parlament von Montenegro. Er blieb daraufhin kommissarisch im Amt.

## Herkunft
Dritan Abazović wurde in eine Familie der albanisch-muslimischen Minderheit geboren, somit spricht er neben Montenegrinisch (Serbokroatisch) fließend auch Albanisch und zudem Englisch. Abazović ist Unterzeichner der 2017 veröffentlichten Deklaration zur gemeinsamen Sprache der Kroaten, Serben, Bosniaken und Montenegriner. Er lebt in der Hauptstadt Podgorica.

## Ausbildung und Lehrtätigkeiten
Dritan Abazović besuchte in seiner Geburtsstadt Ulcinj die Grund- und die Sekundarschule. Anschließend absolvierte er 2004 ein Grundstudium in Politikwissenschaften an der Universität Sarajevo, wo er verschiedene Auszeichnungen erhielt. 2008 folgte der Abschluss des Masterstudiums in internationalen Beziehungen an der Universität Montenegro. 2019 promovierte er erfolgreich an seiner Alma Mater in Sarajevo in Politikwissenschaften; seine Dissertation trug den Titel „Global Politics—Ethical Aspects of Globalization“.
Dritan Abazović arbeitete früher als Sekundarschullehrer am albanischsprachigen Gymnasium Drita (albanisch für „Das Licht“) in Ulcinj, wo er Kultursoziologie, Kommunikation und Religionsgeschichte unterrichtete.

## Politik
Dritan Abazović gründete 2012 zusammen mit anderen Politikern die sozialliberale Partei Positives Montenegro. Im selben Jahr holte diese politische Kraft bei der Parlamentswahl sieben der insgesamt 81 Sitze, womit Abazović zum jüngsten Abgeordneten der neuen Legislatur wurde. Er blieb bis 2020 Abgeordneter.
2014 folgten Unstimmigkeiten in seiner Partei, woraufhin er sie verließ und sich 2015 der neuen Partei Vereinigte Reformbewegung (URA) anschloss. Seit 2017 ist er deren Vorsitzender.
Im Juni 2020 trat URA der Europäischen Grünen Partei bei, was eine Initiative von Abazović war.
Bei der Parlamentswahl 2020 trat URA als unabhängige Kraft und als Alternative zu den etablierten Parteien auf. Sie holte vier der 81 Parlamentssitze. Im Nachgang wurde zum ersten Mal eine Regierung gebildet, in der die DPS nicht Seniorpartner war. Die Einigkeit der Opposition, die DPS nicht wieder regieren zu lassen, führte zur Bildung einer Technokratenregierung unter dem Unabhängigen Zdravko Krivokapić. Dritan Abazović war dabei stellvertretender Ministerpräsident sowie Beauftragter für Nationale Sicherheit.
Am 28. April 2022 wurde eine Minderheitsregierung aus Parteien sowohl des pro-europäischen Lagers (URA+Civis, SDP) als auch der pro-serbischen SNP sowie Parteien der ethnischen Minderheiten (BS, LS, Koalicioni Shqiptar, HGI) mit Dritan Abazović als Regierungschef von einer Parlamentsmehrheit gewählt (toleriert von der DPS und LP). Nach dreieinhalb Monaten im Amt wurde die Regierung durch ein Misstrauensvotum gestürzt. 50 von 81 Abgeordneten stimmten auf Initiative der Partei DPS des Staatspräsidenten Milo Djukanović am 20. August 2022 gegen ihn, einer stimmte gegen den Antrag, die restlichen Abgeordneten blieben der Abstimmung fern. Als umstritten galt vor allem ein von Abazović eingefädelter Vertrag mit der Serbisch-Orthodoxen Kirche, die Sonderrechte erhielt.